# Lê Văn Thu
Lê Văn Thu (15 tháng 8 năm 1915 – ?) là luật sư, nhà báo, giáo sư:776 và chính khách người Việt Nam, từng giữ chức Bộ trưởng Bộ Tư pháp và Quyền Bộ trưởng Bộ Ngoại giao Việt Nam Cộng hòa.

## Tiểu sử
Lê Văn Thu chào đời ngày 15 tháng 8 năm 1915 tại Sài Gòn, Nam Kỳ, Liên bang Đông Dương.:776
Ông tốt nghiệp ngành luật ra trường hành nghề luật sư, sau đó theo học chuyên ngành kinh tế chính trị.:776
Từ năm 1938 đến năm 1940, quân đội thực dân Pháp cho thành lập trường đào tạo sĩ quan, hạ sĩ quan ở Thủ Dầu Một và các nơi khác ở Việt Nam, Dương Văn Minh (sau này là Đại tướng Quân lực Việt Nam Cộng hòa và là Tổng thống Việt Nam Cộng hòa cuối cùng) và ông cùng học tại Trường Võ bị Thủ Dầu Một.:776
Trong Chiến tranh Pháp-Việt, ông gia nhập Việt Nam Quốc gia Độc lập Đảng và Mặt trận Kháng chiến chống Pháp năm 1945.:776
Sau cuộc đảo chính ngày 1 tháng 11 năm 1963, ông là thành viên Hội đồng Nhân sĩ Việt Nam Cộng hòa.:776
Dưới thời Tướng Nguyễn Khánh, ông được bầu làm Chủ tịch Thượng Hội đồng Quốc gia Việt Nam Cộng hòa từ ngày 18 tháng 11 đến ngày 20 tháng 12 năm 1964.
Từ năm 1968 đến năm 1974, ông giữ chức Bộ trưởng Bộ Tư pháp Việt Nam Cộng hòa.:776

## Đời tư
Theo cuốn Who's who in Vietnam xuất bản năm 1974, Lê Văn Thu đã lập gia đình và có ba con.:776

## Vinh danh
- Huân chương Cảnh tinh Đại thụ Trung Hoa Dân Quốc (phê chuẩn ngày 11 tháng 8 năm 1970)[12]